# 上信電気鉄道デハ1形電車
上信電気鉄道デハ1形電車（じょうしんでんきてつどうデハ1がたでんしゃ）は1924年（大正13年）に上信電気鉄道（現 上信電鉄）が導入した電車。
本項では同時に導入されたサハニ1形電車、および機器流用・改造車であるデハニ1形電車とサハ１形電車についても記述する。

## 概要
1924年（大正13年）10月3日の上信線高崎 - 上州富岡間の改軌電化完成に合わせてデハ1形がデハ1 - 5の5両、サハニ1形がサハニ1,2の2両の計7両が導入された。
車体は日本車輌製造に、電装品はドイツのシーメンスに、台車は三井物産（アメリカからブリル製品を輸入）に個別に発注を行い、それらの組み立ては東京の竜田工作所で行った。　

## 車体
いずれの車両も全長16ｍ級3扉でダブルルーフ構造の木造車体をもち、台枠下部には補強用のトラス棒が取り付けられていた。デハ1形は定員96名（座席48名）で、両運転台構造の電動車であり、側面扉は旅客用のみの3枚であったのに対して、サハニ1形は定員60名（座席30名）の運転台を持たない旅客・荷物の合造付随車であり、側面扉は旅客用2枚に加えて、荷物用の扉1枚を設けていた。また、サハニ1形は運転台を持たないために、終点駅での機回しを必要とした。

## 主要機器
前述のように電装品・台車はドイツ・アメリカからの輸入品で占められており、デハ1形は主電動機にデキ1形と同一のシーメンス製DJ11B（定格出力50kW）を4基搭載し、主制御器もやはりデキと同じシーメンス製総括複式制御器CIB10064Aである。台車はブリル社の高速電車用モデルである27-MCB-2を採用した。なお主電動機こそ同一だが本形式においては歯車比が1:3.865と高く設定されており、デキと比べた場合速度性能重視の設計であった。
サハニ1形も同じくブリル27-MCB-2台車を装備したが、後述の様にデハニ1形新造の際に27-MCB-2と同寸法である汽車製造製KSK-3H台車と振り替えを行った。

## 導入後の変遷

### デハニ1形・サハ1形の誕生
1924年12月15日には上州富岡 - 下仁田間においても工事が完工し、翌1925年（大正14年）9月に汽車製造東京支店において全長16ｍ級の3等荷物合造車の車体とKSK-3H台車をそれぞれ2両分新造した上で、自社においてデハ1,2の電装品を移設して増備車であるデハニ1形1,2が誕生した。これは当初新造したサハニ1形だと、乗客が少ないときでも荷物があればデハと2両で運転しなければならず大変非効率であったためである。
この際捻出されたデハ2両分の車体は台車をKSK-3Hに振り替えた上でサハ1形と改称している。
後に再び台車の振り替えを行い、最終的にはサハ2とサハニ2がKSK-3Hを装備した。

### 晩年・鋼製車体への更新
その後終戦後に至るまでの20数年間特に手を加えられずに運用された本形列であるが、1948年（昭和23年）から1950年（昭和25年）にかけて室内灯のグローブや座席シートの整備、ポール仕切りであった運転席の完全仕切化といった内装の更新工事を行ったほか1950年と1951年（昭和26年）には、荷物室を撤去のうえで事実上サハとして使用していたサハニ2両の本格的なサハ化工事を行い、サハ1,2と形態を統一したうえで、サハニ1からサハ3、サハニ2からサハ4へと改番を行っている。
しかし1950年代半ばには車齢30年を越えて各部の老朽化・陳腐化が進行したため、台車や台枠、一部電装品を再利用してすでに鋼体化を終えていたデハ10形と同様の車体を新造することになり、1953年（昭和28年）のサハ3を皮切りに、1960年（昭和35年）までに9両全車がデハ20形、クハ20形、デハニ30形、クハニ10形の各形列へと順次更新され姿を消した。
なおED31 6を導入する際に、本形列の発生品であるDJ11B電動機と27-MCB-2台車、CIB10064A制御器が流用されている。

### 改造対照表
|           | 車両番号 | 製造年    | 鋼体化改造年 | 改造担当         | 鋼体化改造後 | 備考                               |
| --------- | -------- | --------- | ------------ | ---------------- | ------------ | ---------------------------------- |
| デハ1形   | デハ3    | 1924年8月 | 1959年12月   | 東洋工機         | クハニ14     |                                    |
| デハ1形   | デハ4    | 1924年8月 | 1960年4月    | 西武所沢車両工場 | デハ22       |                                    |
| デハ1形   | デハ5    | 1924年8月 | 1960年10月   | 東洋工機         | デハ23       |                                    |
| サハ1形   | サハ1    | 1924年8月 | 1955年12月   | 三和車輌         | クハニ11     | 旧デハ1                            |
| サハ1形   | サハ2    | 1924年8月 | 1956年8月    | 三和車輌         | クハ20       | 旧デハ2                            |
| サハ1形   | サハ3    | 1924年8月 | 1953年8月    | 三和車輌         | デハニ30     | 旧サハニ1                          |
| サハ1形   | サハ4    | 1924年8月 | 1954年4月    | 東急車輛製造     | クハニ10     | 旧サハニ2                          |
| デハニ1形 | デハニ1  | 1925年9月 | 1958年8月    | 三和車輌         | デハ21       | 台車、主電動機、制御器はED31に流用 |
| デハニ1形 | デハニ2  | 1925年9月 | 1958年12月   | 東洋工機         | デハニ31     |                                    |